# Lloicura
Lloicura es una localidad rural de Chile de aproximadamente 1000 habitantes, ubicada en la comuna de Tomé, Provincia de Concepción, Región del Biobío, ubicada a 6 kilómetros de la aldea de Rafael. 
Sus habitantes se dedican a la agricultura, con cultivos tradicionales del secano costero de Chile como el trigo, la papa y el maíz. También hay viñedos y producción de vino. La silvicultura también es relevante, con extensos predios plantados con pino radiata y Eucalyptus globulus.

## Toponimia
Del mapudungún Lloicura significa "piedra de la lloica", probablemente por la abundancia de estas aves que se caracterizan por su pecho de color rojo. Otra versión, sin embargo, señala que su significado es "Herida con piedra". De lloy (herida, llaga) y de kura (piedra).1